# Reisserita pseudoranella
Reisserita pseudoranella är en fjärilsart som beskrevs av Petersen och Reinhardt Gaedike 1979. Reisserita pseudoranella ingår i släktet Reisserita och familjen äkta malar.
Artens utbredningsområde är Marocko. Inga underarter finns listade.